# Grenadin
Pour le gentilé, voir Grenade#Grenade.
Le grenadin est un petit médaillon de filet de veau de 2 cm d'épaisseur et de 6 à 7 cm de diamètre, taillé dans la longe 
(moitié de l'échine entre le bas de l'épaule et la queue), la noix ou la noix pâtissière. Le grenadin bardé peut être piqué de lard, poêlé, grillé ou braisé.
Le grenadin non bardé poêlé au beurre est aussi appelé « noisette ».